# Kleonymos (Agiade)
Kleonymos (altgriechisch Κλεώνυμος Kleṓnymos; * um 340 v. Chr.; † nach 272 v. Chr.) war ein Angehöriger des spartanischen Königshauses der Agiaden. 309/308 v. Chr. bei der Thronfolge übergangen, machte er 303/302 v. Chr. einen wenig ruhmreichen Italienfeldzug und versuchte 272 v. Chr. mit Hilfe des Königs Pyrrhus von Epirus vergeblich, sich den spartanischen Thron zurückzuerobern.

## Gescheiterter Thronfolgeversuch
Kleonymos war der zweite Sohn des spartanischen Königs Kleomenes II. und jüngerer Bruder des Akrotatos. Wegen seines angeblich gewalttätigen und tyrannischen Charakters konnte er nach dem Tod seines Vaters (309/308 v. Chr.) nicht dessen Nachfolge antreten, und an seiner Stelle bestieg sein Neffe Areus I., der Sohn des bereits verstorbenen Akrotatos, den Thron. Aufgrund dieser Zurücksetzung war Kleonymos auf seine Landsleute äußerst schlecht zu sprechen, und seinen Zorn vererbte er angeblich auf seinen Sohn, der als Leonidas II. die Regierung in Sparta übernehmen sollte.

## Expedition nach Italien
Einige Jahre später segelte Kleonymos mit Zustimmung der spartanischen Führung als Söldnerführer nach Italien, um Tarent gegen die Lukaner zu unterstützen. So kam es 303/302 v. Chr. zu Kleonymos’ militärischem Engagement auf der Apenninhalbinsel. Darüber liegen zwei unterschiedliche Berichte beim sizilianischen Historiker Diodor und beim römischen Annalisten Titus Livius vor. Das Verhältnis der beiden Quellen zueinander ist unklar. Der Althistoriker Thomas Lenschau vermutet, dass sie zwei verschiedene Feldzüge des Kleonymos beschreiben, wobei der von Diodor wiedergegebene ein Jahr vor dem von Livius dargestellten erfolgt sei.
Laut dem Bericht Diodors segelte Kleonymos mit 5000 Söldnern, die er auf Tainaron angeworben hatte, nach Tarent, nahm dort eine gleiche Anzahl weiterer Söldner in seine Dienste und befehligte zusammen mit den Soldaten aus Tarent über 30.000 Infanteristen und 2000 Kavalleristen. Angesichts dieser großen Armee waren die Lukaner rasch zum Frieden bereit. Als Nächstes wandte sich Kleonymos gegen Metapont, das er eroberte. Die Bürger der Stadt mussten ihm die große Summe von 600 Talenten Silber übergeben. Außerdem nahm er 200 adelige Mädchen als Geiseln mit. Er soll sie nicht nur zur Sicherstellung der Treue Metaponts fortgeführt haben, sondern auch um seine Ausschweifungen zu befriedigen. Nun erwog Kleonymos zuerst, König Agathokles von Syrakus zu bekriegen, um die sizilianischen Griechen zu befreien, segelte dann aber zur griechischen Insel Korkyra, nahm sie rasch ein und errichtete hier seinen Militärstützpunkt. Die Diadochen Kassander und Demetrios I. Poliorketes schlugen ihm Allianzen vor, doch nahm er sie wohl deshalb nicht an, weil er nicht im Osten operieren, sondern wegen des Abfalls Tarents seine Aufmerksamkeit wieder Italien zuwenden wollte. Dort angekommen machte er nur kurzfristig siegreiche Eroberungen, musste aber bei einem nächtlichen Angriff eine Schlappe einstecken. Da zur selben Zeit auch 20 seiner Schiffe durch einen Sturm zerstört wurden, hielt Kleonymos es für geraten, den italienischen Kriegsschauplatz zu verlassen und seinen Stützpunkt wieder in Korkyra zu nehmen.
Nach der Ansicht von Thomas Lenschau erfolgte im darauffolgenden Jahr, 302 v. Chr., ein weiterer, nämlich der von Livius beschriebene Feldzug des Kleonymos nach Italien. Der römische Geschichtsschreiber berichtet zunächst, dass Kleonymos nach seiner Landung in Unteritalien einen nicht genau lokalisierbaren Ort namens Thuriae im Gebiet der Sallentiner eroberte. Dort kam es anschließend zu einer Auseinandersetzung mit den Römern, die aber von den verschiedenen von Livius zu Rate gezogenen Annalisten unterschiedlich berichtet wurde. Laut einer Version wurde Kleonymos vom Konsul Marcus Aemilius Paullus in einem Gefecht besiegt und musste sich auf seine Schiffe zurückziehen; gemäß einer anderen Version fand aber gar keine feindliche Begegnung zwischen dem spartanischen Königssohn und den Römern statt, da Kleonymos schon vor dem Erscheinen des gegen ihn gesandten Diktators Gaius Iunius Bubulcus Brutus abgesegelt sei. Der Althistoriker Friedrich Münzer gibt der zweiten Variante den Vorzug.
Kleonymos umsegelte nun mit seiner Flotte das Vorgebirge von Brundisium (heute Brindisi) und wurde von Stürmen in die Adria getrieben, die er in nördlicher Richtung durchquerte. Da ihm auf der linken Seite unzugängliche Ufer entgegenstanden, auf der rechten hingegen die Illyrer, Liburner und Histrier, wilde und großenteils durch Piraterie berüchtigte Stämme, ihn abschreckten, gelangte er an die Küste der Veneter. Hier entsandte er Kundschafter, die ihm bei der Rückkehr berichteten, dass hinter dem schmalen Ufer Lagunen, dann relativ nahe fruchtbare Felder und in größerer Entfernung Hügel erkennbar seien. Auch sei in der Nähe die Mündung eines hochströmenden Flusses, des Meduacus (heute Brenta), wo Schiffe einen sicheren Hafen fänden. Daraufhin segelte Kleonymos mit seiner Flotte zur Mündung dieses Flusses. Da dieser für die größeren seiner Schiffe nicht befahrbar war, blieb er selbst hier zurück und ließ den Großteil seiner Truppen leichtere Fahrzeuge zur Weiterfahrt besteigen. Seine Soldaten gelangten so zu bewohnten Gegenden mit einigen Dörfern im Gebiet von Patavium (heute Padua), wo Landwirtschaft betrieben wurde. Sie ließen eine kleine Wachmannschaft zur Bedeckung ihrer Schiffe zurück, zogen plündernd durchs Land, verbrannten Häuser und machten reiche Beute. Sobald dieser Vorfall in Patavium bekannt wurde, sandten die Einwohner ein Militärkontingent gegen die Plünderer und ein weiteres zur Anlegestelle der feindlichen Schiffe am Fluss. Das letztgenannte Kontingent machte die schwache Bedeckung der spartanischen Flotte nieder und zwang deren Ruderer, mit ihren Schiffen an das andere Flussufer zu segeln. Inzwischen hatte der erstere Heeresverband die zerstreute und mit dem Rauben beschäftigte Mannschaft der Spartaner überfallen und in die Flucht geschlagen. Die Spartaner eilten ihren Schiffen entgegen, stießen aber während der Flucht auf das zweite Kontingent der Pataviner und wurden teils getötet, teils gefangen genommen. Die Pataviner erfuhren von den Gefangenen, dass deren Anführer Kleonymos mit seinen schweren Schiffen drei Meilen entfernt war. Sie bestiegen teils flachbödige, für seichte Seen geeignete Boote, teils die erbeuteten feindlichen Schiffe und griffen die restliche Flotte des Kleonymos an. Dessen Soldaten leisteten wenig Gegenwehr; vielmehr steuerte der spartanische Prinz mit seinen ihm verbliebenen Schiffen auf das offene Meer hinaus. Die Pataviner verfolgten ihn, kaperten und verbrannten mehrere seiner Schiffe und kehrten siegreich zurück. Kleonymos’ Verluste werden von Livius wohl übertrieben dargestellt: demnach soll er vier Fünftel seiner Flotte eingebüßt haben. Die Bewohner von Patavium stellten die erbeuteten Stücke im Tempel der Juno zur Schau und feierten ihren Sieg an jedem Jahrestag der Schlacht, indem sie Scheingefechte von Schiffen veranstalteten. Kleonymos trat nach seiner Schlappe den Rückzug an, doch ist der weitere Verlauf seines Feldzuges unbekannt, da Livius hierzu keine Angaben macht.

## Feldzüge in Griechenland
Kleonymos’ Schicksal während der nächsten zehn Jahre ist unbekannt. Erst 293 v. Chr. taucht er wieder in den Quellen auf. Damals lebte er offenbar wieder in seiner Heimatstadt Sparta im Einklang mit der Staatsspitze und erhielt das Kommando über ein Heer, das die Böotier gegen Demetrios Poliorketes unterstützen sollte; als dieser aber anrückte, zog Kleonymos ab und ließ seine Verbündeten im Stich. Die nächsten 15 Jahre wird Kleonymos nicht erwähnt. Etwa 279 v. Chr. eroberte er Troizen von dem makedonischen König Antigonos II. Gonatas. Außerdem beteiligte er sich an Operationen gegen Messene und Zarax.
Schon in höherem Alter stehend, heiratete Kleonymos in zweiter Ehe die schöne Chilonis, die als Tochter des Leotychidas dem zweiten spartanischen Königshaus der Eurypontiden angehörte. Chilonis verliebte sich aber in den jungen Großneffen ihres Gemahls, Akrotatos. Dieser war Sohn jenes Areus I., der Kleonymos einst erfolgreich den Thron streitig gemacht hatte. Zutiefst beleidigt verließ Kleonymos seine Heimatstadt und versuchte erfolgreich, den gerade vom italienischen Kriegsschauplatz zurückgekehrten Pyrrhus zu einem Feldzug gegen Sparta zu überreden. Vielleicht kämpfte er unter Pyrrhus zuerst in Makedonien und nahm dabei Edessa ein. Dann zogen beide 272 v. Chr. gegen Sparta. Der Molosserkönig wollte Kleonymos den Thron Spartas verschaffen. Die Einnahme der Stadt scheiterte aber schließlich und Pyrrhus wandte sich gegen Argos. Danach wird Kleonymos nicht mehr in den Quellen erwähnt, so dass sein späteres Schicksal unbekannt ist.